# Gynoplistia (Gynoplistia) novempectinata
Gynoplistia (Gynoplistia) novempectinata is een tweevleugelige uit de familie steltmuggen (Limoniidae). De soort komt voor in het Oriëntaals gebied.